# Tubay (Agusan del Norte)
Tubay is een gemeente in de Filipijnse provincie Agusan del Norte op het eiland Mindanao. Bij de laatste census in 2007 had de gemeente bijna 19 duizend inwoners.

## Geografie

### Bestuurlijke indeling
Tubay is onderverdeeld in de volgende 13 barangays:
| - Binuangan - Cabayawa - Doña Rosario - Doña Telesfora - La Fraternidad - Lawigan - Poblacion 1 | - Poblacion 2 - Santa Ana - Tagmamarkay - Tagpangahoy - Tinigbasan - Victory |

## Demografie
Tubay had bij de census van 2007 een inwoneraantal van 18.674 mensen. Dit zijn 1.006 mensen (5,7%) meer dan bij de vorige census van 2000. De gemiddelde jaarlijkse groei komt daarmee uit op 0,77%, hetgeen lager is dan het landelijk jaarlijks gemiddelde over deze periode (2,04%). Vergeleken met de census van 1995 is het aantal mensen met 2.002 (12,0%) toegenomen.

De bevolkingsdichtheid van Tubay was ten tijde van de laatste census, met 18.674 inwoners op 138,09 km², 135,2 mensen per km².